# Strongylosoma stigmatosum
Стронгилозома чёрная (Strongylosoma stigmatosum) — вид многосвязов. Впервые был описан Карлом Эйхвальдом в 1830 году.

## Описание
Длина тела взрослых 17-24 мм, ширина 1,8-2,5 мм. Окраска от черно-коричневой до каштановой, чаще коричневато-красная, на спине выделяется черная срединная полоса и по бокам от нее светлые пятна на метазонитах. Личинки, молодь, а иногда и взрослые беловато-желтые по окраске.
Глаза отсутствуют. Тело более или менее четковидное. Тергиты только с боковыми вздутиями. Метатергиты сверху гладкие, без дорсолатеральных крыловидных выступов. У взрослых особей число сегментов постоянное и равно 20, считая тельсон. Гоноподии — только 8-я пара конечностей, четко разделены на тазик и телоподит.

## Место обитания
Взрослые особи встречаются в лесной подстилке и гнилой древесине, личинки — в верхних слоях почвы. Вид тесно связан с лесной растительностью, предпочитает свежие почвы с повышенным дренажом.
В большом количестве эти многоножки встречаются по склонам лесных оврагов, в зарослях у ручьев, концентрируются в массе под поваленными гниющими деревьями и в скоплениях листьев; предпочитает места, довольно влажные и богатые кальцием.

## Зимовка
Зимует в почве на глубине 10-20 см. Характерна ранняя весенняя активность. Сроки размножения сильно растянуты; массовой копуляции предшествуют обильные осадки. Откладывают яйца в начале-середине июня. В июле обычно можно найти уже значительное количество молоди.